# كريدي سويس
كريدي سويس مصرف سويسري يقدم العديد من الخدمات المالية. أسست سنة 1856 م ويقع مقر الشركة في زيورخ.
تكبدت الشركة خسائر تقدر بحوالي 2.94 مليار فرنك سويسري في العام 2015 م.